# Andreas Pereira
Andreas Hugo Hoelgebaum Pereira (Duffel, 1 de janeiro de 1996) é um futebolista belga-brasileiro que atua como meio-campista. Atualmente joga no Fulham.

## Carreira

### PSV Eindhoven
Andreas Pereira deu seus primeiros passos no futebol aos nove anos de idade, quando ingressou na equipe mirim do PSV Eindhoven.

### Manchester United

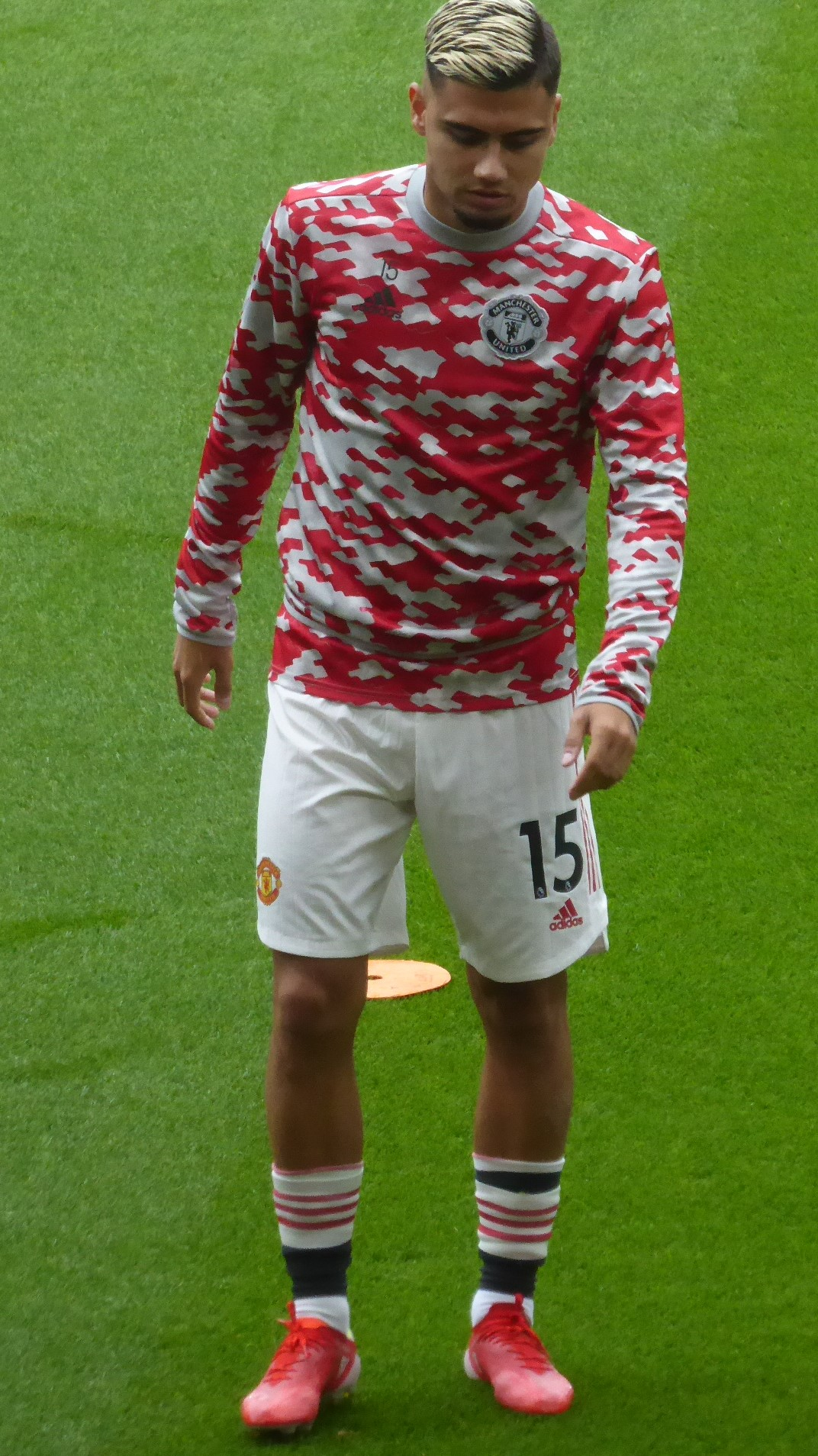
Andreas pelo Manchester United em 2021

Em meados de 2011, foi contratado para atuar nas categorias de base do Manchester United. Estreou pelo time principal três anos depois, no dia 26 de agosto de 2014, contra o MK Dons, em jogo válido pela Copa da Liga Inglesa. Em 1 de maio de 2015, estendeu seu vínculo com o clube até junho de 2018.

### Granada
Sem chances no United comandado por José Mourinho, Andreas Pereira foi emprestado ao Granada no dia 26 de agosto de 2016.

### Valencia
Depois de ter atuado no futebol espanhol, o meia foi novamente emprestado pelo Manchester United. Desta vez o empréstimo foi para o Valencia, também da Espanha.

### Retorno ao Manchester United
Após dois empréstimos atuando com mais frequência, Andreas Pereira voltou ao Manchester United mais experiente, jogando em uma nova posição do meio-campo, como segundo volante, diferentemente do que costumava atuar no começo da carreira, como meia-atacante pelas pontas, e assim começou a ganhar mais minutos mais no clube inglês.
Andreas defendeu as cores dos Diabos Vermelhos entre 2011 e 2022, tendo se profissionalizado em 2014. Nesse período, oscilou entre ser aproveitado e ser emprestado. Ao todo, realizou 75 jogos e marcou quatro gols.

### Lazio

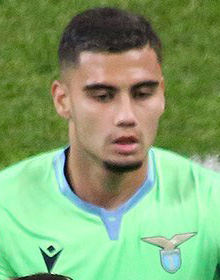
Andreas Pereira pela Lazio em 2020

No dia 2 de outubro de 2020, Andreas Pereira foi anunciado como reforço da Lazio, emprestado pelo Manchester United. Estreou pelo clube italiano no dia 24 de outubro, entrando nos minutos finais da vitória por 2–1 contra o Bologna. O meia marcou seu primeiro gol com a camisa Biancoceleste na partida seguinte, um triunfo por 4–3 contra o Torino, em jogo válido pela Serie A.

### Flamengo
Mesmo com propostas de clubes europeus como Everton, da Inglaterra, e Fenerbahçe, da Turquia, Andreas Pereira escolheu ser emprestado ao Flamengo, tendo sua contratação concretizada no dia 18 de agosto de 2021. Assinou seu contrato de empréstimo no dia seguinte, tendo antes renovado por mais uma temporada com o United. Em sua apresentação oficial, que aconteceu no dia 23 de agosto, o jogador declarou que considerava o Flamengo o "maior time da América".
Marcou seu primeiro gol pelo rubro-negro logo em sua estreia, sendo o último da goleada por 4–0 sobre o Santos, em jogo válido pela 18ª rodada do Campeonato Brasileiro. Ao final da partida, o jogador declarou:
| “ | Estreia como eu imaginava. Claro, sonhando sempre com gol e fui feliz ali. Estou muito feliz, quero agradecer todo mundo que fez parte para me acomodar, me fazer bem aqui no clube. | ” |

Em 3 de outubro, teve boa atuação na vitória por 3–0 sobre o Athletico Paranaense na 23ª rodada do Campeonato Brasileiro, participando do primeiro gol marcado por Éverton Ribeiro e fazendo o terceiro gol, além de ser eleito o melhor jogador da partida. Já no dia 9 de outubro, deu uma assistência para Pedro fazer o primeiro gol da vitória por 3–0 sobre o Fortaleza e ainda participou do segundo feito por Michael. Em 13 de outubro, fez o último gol do Flamengo na vitória de 3–1 sobre o Juventude na 26ª rodada do Campeonato Brasileiro, em uma cobrança de falta, quebrando um jejum de 1221 dias (três anos e quatro meses) sem gols de falta no clube, tendo o último sido marcado por Diego Ribas em 10 de julho de 2018. Ao ser questionado sobre o feito, Andreas disse:
| “ | É um orgulho fazer o gol no Maracanã e quebrar essa marca. Tomara que eu não seja o único, tem outros parceiros que cobram também. Vamos tentar manter o ritmo no segundo tempo e conquistar os três pontos. | ” |

Voltou a marcar em 11 de novembro, tendo feito o último gol da vitória de 3–0 sobre o Bahia na 31ª rodada do Brasileirão. O meia balançou as redes novamente no dia 21 de novembro, na vitória por 2–1 sobre o Internacional, válida pela 34ª rodada do Campeonato Brasileiro, após ter recebido passe de Éverton Ribeiro.
Em 27 de novembro, na final da Libertadores, Andreas ficou marcado pelo principal lance que culminou na derrota do Mengão contra o Palmeiras. Com o jogo na prorrogação após ter terminado em 1–1 no tempo normal, o meia recebeu uma bola de David Luiz sozinho, pouco antes do meio-campo, mas errou a passada e o tempo de bola e acabou caindo ao tentar dominar; o centroavante Deyverson roubou a bola, saiu sozinho na cara do gol e balançou as redes, garantindo o desempate e a vitória do Verdão. Duramente criticado por grande parte da torcida do Flamengo, Andreas também acabou sendo bastante ironizado por rivais e torcedores de diversos times.
Seu gol de falta contra o Juventude lhe rendeu o prêmio de gol mais bonito do Brasileirão 2021 no troféu Bola de Prata.
Após seis meses e oito dias sem marcar, Andreas fez um golaço para empatar um Fla-Flu que o Flamengo venceu por 2–1, pelo Campeonato Brasileiro de 2022.
Marcou seu último gol pelo rubro-negro  no dia 29 de junho, em jogo contra o Tolima válido pelas oitavas de final da Copa Libertadores da América, sendo esse o único tento da partida. Com o título rubro-negro no final da competição, o meia escreveu seu nome na lista de europeus campeões da Copa Libertadores da América, em que pese ter se transferido antes do fim da competição, uma vez que participou da campanha. Apesar de possuir dupla-nacionalidade, se considera brasileiro.

### Fulham
Teve a sua contratação anunciada pelo Fulham no dia 11 de julho de 2022. O clube londrino pagou 10 milhões de libras (64 milhões de reais) ao Manchester United, e o meia assinou um contrato válido por quatro anos, com opção de renovação por mais uma temporada. Andreas estreou pelo Fulham em 16 de julho, numa vitória por 2–0 sobre o Nice, no primeiro amistoso do time inglês na pré-temporada, realizado em Algarve, Portugal. Sua estreia na Premier League foi no dia 6 de agosto, começando como titular e atuando 89 minutos em um empate em casa por 2–2 contra o Liverpool. Marcou seu primeiro gol pelo clube no dia 10 de outubro, numa derrota por 3–1 para o West Ham, válida pela 9ª rodada da Premier League.
No dia 30 de abril de 2023, na derrota por 2–1 para o Manchester City, Andreas sofreu uma grave lesão e fraturou o tornozelo. Em 2 de maio, o Fulham informou que ele faria uma cirurgia no tornozelo quebrado e a expectativa de retorno é para o final do ano.
O jogador teve grande atuação no dia 14 de abril de 2024, ao anotar um doblete e garantir a vitória por 2–0 no clássico londrino contra o West Ham, válido pela 33ª rodada da Premier League.

## Seleção Nacional

### Sub-20
Andreas Pereira representou as categorias inferiores da Seleção Belga, porém revelou sua vontade defender a Seleção Brasileira. Isto se concretizou em maio de 2014, quando o jogador foi convocado para a disputa de um torneio na China. Foi vice-campeão da Copa do Mundo FIFA Sub-20 de 2015, marcando o gol do Brasil na derrota por 2–1 na final contra a Sérvia.

### Principal
No dia 17 de agosto de 2018, Andreas foi convocado por Tite para a Seleção Brasileira principal, tornando-se o 5º futebolista que não nasceu no Brasil a ter sido convocado para a Seleção. O meia voltou a ser convocado seis anos depois, em março de 2024, desta vez sendo chamado por Dorival Júnior.
Andreas Pereira marcou seu primeiro gol pelo Brasil no dia 8 de junho de 2024, numa vitória por 3–2 contra o México, em amistoso realizado nos Estados Unidos. Com o feito, tornou-se o primeiro jogador nascido fora do país a marcar um gol pela Seleção.

## Vida pessoal
Filho de pais brasileiros, Andreas Pereira nasceu em Duffel, na Bélgica, quando o pai, o ex-jogador Marcos Antônio Pereira, atuava pelo KV Mechelen.

## Estatísticas

### Clubes
Abaixo estão listados todos os jogos, gols e assistências do futebolista por clubes
| Clube             | Temporada         | Campeonato nacional | Campeonato nacional | Campeonato nacional | Copa nacional[a] | Copa nacional[a] | Copa nacional[a] | Competições continentais[b] | Competições continentais[b] | Competições continentais[b] | Outros torneios[c] | Outros torneios[c] | Outros torneios[c] | Total | Total | Total   |
| Clube             | Temporada         | Jogos               | Gols                | Assist.             | Jogos            | Gols             | Assist.          | Jogos                       | Gols                        | Assist.                     | Jogos              | Gols               | Assist.            | Jogos | Gols  | Assist. |
| ----------------- | ----------------- | ------------------- | ------------------- | ------------------- | ---------------- | ---------------- | ---------------- | --------------------------- | --------------------------- | --------------------------- | ------------------ | ------------------ | ------------------ | ----- | ----- | ------- |
| Manchester United | 2014–15           | 1                   | 0                   | 0                   | 1                | 0                | 0                | —                           | —                           | —                           | —                  | —                  | —                  | 2     | 0     | 0       |
| Manchester United | 2015–16           | 4                   | 0                   | 0                   | 4                | 1                | 0                | 3                           | 0                           | 0                           | —                  | —                  | —                  | 11    | 1     | 0       |
| Manchester United | 2018–19           | 15                  | 1                   | 1                   | 3                | 0                | 0                | 4                           | 0                           | 0                           | —                  | —                  | —                  | 22    | 1     | 1       |
| Manchester United | 2019–20           | 25                  | 1                   | 3                   | 9                | 0                | 1                | 6                           | 1                           | 0                           | —                  | —                  | —                  | 40    | 2     | 4       |
| Manchester United | Total             | 45                  | 2                   | 4                   | 17               | 1                | 1                | 13                          | 1                           | 0                           | 0                  | 0                  | 0                  | 75    | 4     | 5       |
| Granada           | 2016–17           | 35                  | 5                   | 3                   | 2                | 0                | 0                | —                           | —                           | —                           | —                  | —                  | —                  | 37    | 5     | 3       |
| Granada           | Total             | 35                  | 5                   | 3                   | 2                | 0                | 0                | 0                           | 0                           | 0                           | 0                  | 0                  | 0                  | 37    | 5     | 3       |
| Valencia          | 2017–18           | 23                  | 1                   | 4                   | 6                | 0                | 1                | —                           | —                           | —                           | —                  | —                  | —                  | 29    | 1     | 5       |
| Valencia          | Total             | 23                  | 1                   | 4                   | 6                | 0                | 1                | 0                           | 0                           | 0                           | 0                  | 0                  | 0                  | 29    | 1     | 5       |
| Lazio             | 2020–21           | 26                  | 1                   | 2                   | 2                | 0                | 1                | 5                           | 0                           | 1                           | —                  | —                  | —                  | 33    | 1     | 4       |
| Lazio             | Total             | 26                  | 1                   | 2                   | 2                | 0                | 1                | 5                           | 0                           | 1                           | 0                  | 0                  | 0                  | 33    | 1     | 4       |
| Flamengo          | 2021              | 18                  | 5                   | 1                   | 3                | 0                | 0                | 3                           | 0                           | 0                           | —                  | —                  | —                  | 24    | 5     | 1       |
| Flamengo          | 2022              | 13                  | 2                   | 1                   | 1                | 0                | 0                | 7                           | 1                           | 1                           | 8                  | 0                  | 0                  | 29    | 3     | 2       |
| Flamengo          | Total             | 31                  | 7                   | 2                   | 4                | 0                | 0                | 10                          | 1                           | 1                           | 8                  | 0                  | 0                  | 53    | 8     | 3       |
| Fulham            | 2022–23           | 6                   | 0                   | 1                   | —                | —                | —                | —                           | —                           | —                           | —                  | —                  | —                  | 6     | 0     | 1       |
| Fulham            | Total             | 6                   | 0                   | 1                   | —                | —                | —                | —                           | —                           | —                           | —                  | —                  | —                  | 6     | 0     | 1       |
| Total na carreira | Total na carreira | 166                 | 16                  | 16                  | 31               | 1                | 3                | 28                          | 2                           | 2                           | 8                  | 0                  | 0                  | 233   | 19    | 21      |

- a. ^ Jogos da Copa da Liga Inglesa, Copa da Liga Inglesa, Copa del Rey, Coppa Italia e Copa do Brasil
- b. ^ Jogos da Liga dos Campeões da UEFA, Liga Europa da UEFA e Copa Libertadores
- c. ^ Jogos do Campeonato carioca e amistosos

### Seleção Brasileira
Atualizadas até 12 de setembro de 2018
Expanda a caixa de informações para conferir todos os jogos deste jogador, pela sua seleção nacional.

#### Sub-20
| Ano   |       |      |         |       |
| Ano   | Jogos | Gols | Assist. | Média |
| ----- | ----- | ---- | ------- | ----- |
| 2014  | 0     | 0    | 0       | 0     |
| 2015  | 8     | 2    | 2       | 0,25  |
| Total | 8     | 2    | 2       | 0,25  |

|    | Data                | Local                                          | Resultado | Adversário      | Gols | Assist. | Competição                   |
| -- | ------------------- | ---------------------------------------------- | --------- | --------------- | ---- | ------- | ---------------------------- |
| 1. | 24 de maio de 2015  | Jubilee Oval, Sydney, Austrália                | 1–0       | Portugal        | 0    | 0       | Amistoso                     |
| 2. | 27 de maio de 2015  | Wollongong Showground, Wollongong, Austrália   | 1–0       | Austrália       | 0    | 0       | Amistoso                     |
| 3. | 31 de maio de 2015  | Estádio Yarrow, New Plymouth, Nova Zelândia    | 4–2       | Nigéria         | 0    | 0       | Copa do Mundo Sub-20 de 2015 |
| 4. | 4 de junho de 2015  | Estádio Yarrow, New Plymouth, Nova Zelândia    | 2–1       | Hungria         | 1    | 1       | Copa do Mundo Sub-20 de 2015 |
| 5. | 7 de junho de 2015  | Estádio Yarrow, New Plymouth, Nova Zelândia    | 3–0       | Coreia do Norte | 0    | 1       | Copa do Mundo Sub-20 de 2015 |
| 6. | 11 de junho de 2015 | Estádio Yarrow, New Plymouth, Nova Zelândia    | 0–0       | Uruguai         | 0    | 0       | Copa do Mundo Sub-20 de 2015 |
| 7. | 13 de junho de 2015 | Waikato Stadium, Hamilton, Nova Zelândia       | 0–0       | Portugal        | 0    | 0       | Copa do Mundo Sub-20 de 2015 |
| 8. | 20 de junho de 2015 | North Harbour Stadium, Auckland, Nova Zelândia | 1–2       | Sérvia          | 1    | 0       | Copa do Mundo Sub-20 de 2015 |

#### Sub-23 (Olímpica)
| Ano   |       |      |         |       |
| Ano   | Jogos | Gols | Assist. | Média |
| ----- | ----- | ---- | ------- | ----- |
| 2016  | 1     | 1    | 0       | 1     |
| Total | 1     | 1    | 0       | 1     |

|    | Data                | Local                            | Resultado | Adversário    | Gols | Assist. | Competição |
| -- | ------------------- | -------------------------------- | --------- | ------------- | ---- | ------- | ---------- |
| 1. | 27 de março de 2016 | Estádio Rei Pelé, Maceió, Brasil | 3–1       | África do Sul | 1    | 0       | Amistoso   |

#### Principal
| Ano   |       |      |         |       |
| Ano   | Jogos | Gols | Assist. | Média |
| ----- | ----- | ---- | ------- | ----- |
| 2018  | 1     | 0    | 0       | 0     |
| Total | 1     | 0    | 0       | 0     |

|    | Data                   | Local                                 | Resultado | Adversário  | Gols | Assist. | Competição |
| -- | ---------------------- | ------------------------------------- | --------- | ----------- | ---- | ------- | ---------- |
| 1. | 12 de setembro de 2018 | FedEx Field, Maryland, Estados Unidos | 5–0       | El Salvador | 0    | 0       | Amistoso   |

## Títulos
Manchester United
- Copa da Inglaterra: 2015–16[carece de fontes?]

Flamengo
- Copa do Brasil: 2022[47]
- Copa Libertadores da América: 2022[47]

### Prêmios individuais
- Gol mais bonito do Campeonato Brasileiro: 2021[29]